# Erzbistum Albi
Das französische Bistum Albi und später Erzbistum Albi (lat.: Archidioecesis Albiensis) mit dem Bischofssitz in der Stadt Albi wurde in der Spätantike gegründet. Sein heutiges Gebiet entspricht dem Département Tarn.
Die Gregorianischen Reformen gestalten sich hier so schwierig, dass der Päpstliche Legat Hugues de Die 1083 erst den Bischof Frotard absetzen musste, der das Bistum vom Vizegrafen von Albi zum Preis von 15 Pferden gekauft hatte.
Obwohl die Einwohner der Stadt den Katharern zugeneigt waren, spielte Albi in diesem Drama nur eine Nebenrolle. Dennoch bekämpften Kardinal Aubry und Bernhard von Clairvaux 1145 hier die Lehren des Häretikers Henri. 1178 ließ Roger Trencavel den Bischof einkerkern, der den Kampf gegen die Katharer anführte.
Das alte bischöfliche Palais wurde um 1265 durch das neben der Kathedrale liegende und befestigte Palais de la Berbie ersetzt. Bischof Bernard de Castanet begann nach 1282 mit der Wiederherstellung der Kathedrale Sainte-Cécile, die erst Ende des 14. Jahrhunderts abgeschlossen wurde.
Im Jahr 1317 wurde das Bistum Albi im Südosten verkleinert, aus dem abgetrennten Stück wurde das Bistum Castres gebildet, das dann, wie auch das Mutterbistum Albi, für noch drei weitere Jahrhunderte Suffraganbistum von Bourges blieb.
Später, 1678, wurde das Bistum Albi selbst zu einem Metropolitanbistum, zu dem, bis zum Konkordat von 1801, neben Albi und Castres noch fünf weitere Diözesen gehörten.
Heute gehört das Erzbistum Albi zur Kirchenprovinz Toulouse.
Gliederung der Kirchenprovinz Albi von 1678 bis 1801
- Erzbistum Albi

1. Bistum Cahors
2. Bistum Castres
3. Bistum Mende
4. Bistum Montauban
5. Bistum Rodez
6. Bistum Vabres

Gliederung der Kirchenprovinz Albi von 1822 bis 2002
- Erzbistum Albi

1. Bistum Cahors
2. Bistum Mende
3. Bistum Perpignan-Elne
4. Bistum Rodez

## Weblinks

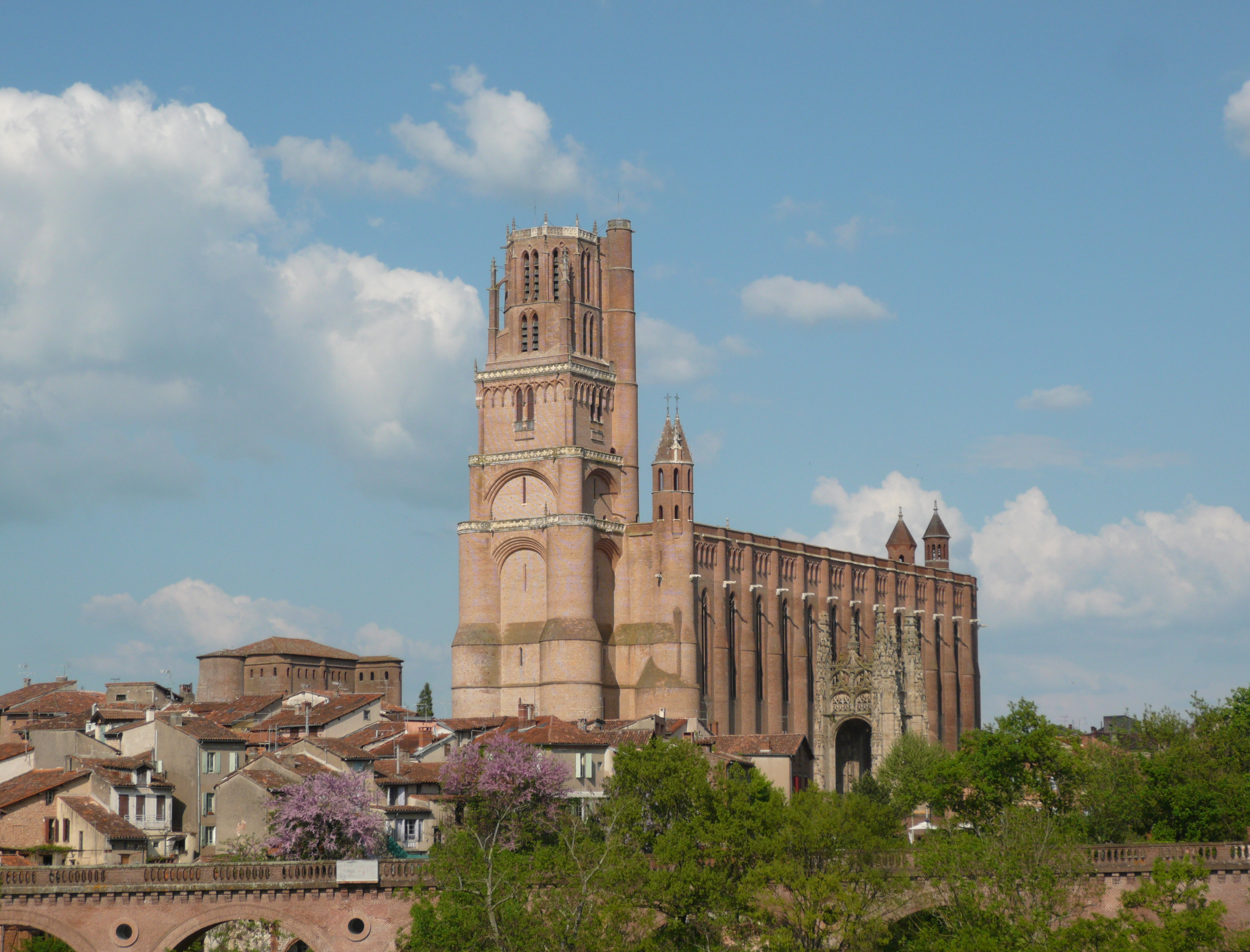
Kathedrale von Albi